# Einer spinnt immer
Einer spinnt immer ist eine deutsch-österreichische Filmkomödie von Franz Antel aus dem Jahr 1971.

## Handlung
Eben noch sah es für Bäcker Hugo Haase schlecht aus, drohte doch der neu in der Kleinstadt Neuhofen eröffnete Supermarkt Billa ihm die Kunden wegzunehmen, als sich plötzlich das Blatt wieder wendet: Sein kleiner Sohn hat mit seinen Freunden heimlich Senf in die Eröffnungsbrötchen des Supermarkts getan, sodass nun mehr Kunden als zuvor Hugos Brötchen kaufen. Hugo erhält zudem die Nachricht, dass eine angeheiratete Tante verstorben ist und ihn zum Universalerben erklärt hat. Bevor er sich nach Wien zur Testamentseröffnung begibt, stellt Hugo noch schnell den jungen Uwe Falk als neuen Bäckergesellen ein, der bei seiner Abwesenheit das Backgeschäft übernehmen soll. Zu dumm, dass Uwe eigentlich Diplomkaufmann und der Freund von Hugos Tochter Grit ist und bei ihm um Grits Hand anhalten wollte – vom Backen hat er keine Ahnung.
Hugo erfährt in Wien, dass er einen fünfstelligen Betrag geerbt hat. Ein Teil wird ihm sofort in Tausenderscheinen ausgezahlt, sodass er bei einem Cafébesuch auf dem Donauturm Geld wechseln muss, da er nur Tausender bei sich hat. Das hört auch die junge Millionärsjägerin Clarisse, die Hugos Aufmerksamkeit auf sich zu ziehen weiß, indem sie einen Selbstmordversuch vortäuscht. In den nächsten Tagen begleitet sie Hugo zu all seinen Erbschaftsangelegenheiten, und der gibt viel Geld für sie aus. Sogar zu einem Kurzurlaub nach Venedig kann Clarisse Hugo mit viel Theatralik bewegen. Sie macht ihn in Venedig betrunken und stiehlt sein gesamtes Erbschaftsgeld. Für ihn bleibt nur eine Rückfahrkarte nach Neuhofen.
Dort wiederum hat Hugos Ehefrau Beate inzwischen einen neuen Auslieferwagen für die Backwaren gekauft, der bezahlt werden will. Beate teilt Hugo telefonisch mit, dass er erst gar nicht nach Hause zu kommen braucht, wenn er kein Geld mitbringt. Er gibt nun vor, das Gedächtnis verloren zu haben und wird noch in Wien in eine Psychiatrie eingewiesen, deren Leiter Dr. Klemm verrückter als alle Patienten ist. In der Psychiatrie wiederum wird Hugo von Major Waldemar abgeholt. Er braucht einen Dummen, den er seiner verrückten aber reichen Nichte Diana als Ehemann August präsentieren kann, da die nur in Anwesenheit ihres Ehemanns Schecks unterschreibt. Da Diana aktiv Kampfsport betreibt und vor dem Zubettgehen gerne die neuesten Schläge an ihrem Ehemann ausprobiert, flieht Hugo noch im Schlafanzug aus der Villa des Milchproduzenten Waldemar. Er versteckt sich auf einem LKW und landet vor einem der Milchwerke. Durch ein offenes Fenster steigt er in die Wohnung eines Taxifahrers, wird beim Diebstahl von dessen Kleidung erwischt und nun als Einbrecher gejagt. Auf der Flucht durchbricht er ein Dach und landet bei Geldfälschern, die ihn für den geheimen Boten halten und ihn mit zwei gefüllten Geldkoffern voll Falschgeld betrauen. Weil ihm nun doch alles zu viel wird, lässt sich Hugo zurück in die Psychiatrie fahren.
Dort wartet bereits Beate auf ihn und es kommt zur Verfolgungsjagd mit den Krankenpflegern, die den Patienten Hugo fangen wollen, und den Geldfälschern, die ihre Blüten wiederhaben wollen. Hugo flüchtet sich in ein Geschäft, wo er prompt auf Clarisse trifft, die sich einen neuen reichen Mann gesucht hat. Alle landen in der Psychiatrie bei Dr. Klemm. Der lässt Beate, Clarisse und Major Waldemar wegen Auffälligkeiten ruhigstellen. Nur die drei Geldfälscher, die Hugo als ihren Bruder bezeichnen, dürfen gehen, weil sie Hugos „Papiere“ als Nachweis seiner Identität zu bringen versprechen – sie machen sich ans Fälscherwerk. Es kommen nun auch Grit und Uwe nach Wien, um Hugos Identität zu beweisen. Dr. Klemm jedoch glaubt nicht ihnen, sondern den Geldfälschern, die mit Hugo im Schlepptau gehen, jedoch schon bald Pistolen ziehen und das gesamte Personal bedrohen. Erst Diana macht dem Treiben ein Ende, indem sie die drei Fälscher mit Karateschlägen k. o. schlägt.
Es klärt sich alles auf: Diana glaubt in einem der Pfleger ihren Mann August zu erkennen und lässt von Hugo ab. Der lässt seine Frau Beate aus der Psychiatrie entlassen, weil sie ihm verspricht, ihm nie mehr Widerworte zu geben. Clarisse findet in Dr. Klemm ein neues Opfer. In Neuhofen empfängt man Hugo feierlich, hat Uwe doch in seiner Abwesenheit die Bäckerei gerettet: Da er selbst keine Brötchen backen kann, hat er die preiswerten Brötchen des Billa-Markts aufkaufen lassen und in der Bäckerei teurer weiterverkauft. So entwickelte sich eine Kooperation, von der beide Backwarenverkäufer profitierten. Gleichzeitig waren Uwe bei einem eigenen Backversuch Nussschnecken derart misslungen, dass daraus Lebkuchen entstanden, die wiederum der Verkaufsschlager sind und nun auch von Billa ins Angebot aufgenommen werden. Grit und Uwe werden nun ein Paar. Die Zukunft der Bäckerei Haase wird skizziert – innerhalb kürzester Zeit wird sie sich zu einem Großkonzern entwickelt haben, in der die Brötchen maschinell hergestellt werden.

## Produktion
Einer spinnt immer wurde in Venedig, Wien und Neuhofen gedreht. Die Uraufführung fand am 30. Juli 1971 statt.
Marika Kilius und Hans-Jürgen Bäumler haben einen Cameo-Auftritt als Eiskunstläufer.

## Kritik
Das Lexikon des internationalen Films bezeichnete Einer spinnt immer als „Lustspiel nach unrühmlich bekanntem Muster, das Klamauk und Kalauer mit Witz und Humor verwechselt.“
Cinema bezeichnete Einer spinnt immer als „arg altbackene Bäckerkomödie“.